# Deutsche Sledge-Eishockey Liga 2009/10
Die Saison 2009/10 war die zehnte Spielzeit der Deutschen Sledge-Eishockey Liga. Die Saison startete am 13. September 2009 und endete am 11. April 2010. Die Ice Lions Langenhagen gewannen erneut die Deutsche Meisterschaft. Die Kamen Barbarians und Wiehl Penguins komplettierten die Top drei. Die Heidelberg Ice Knights verloren alle ihre zehn Saisonspiele.

## Teilnehmer
- Bremer Pirates
- Cardinals Dresden
- Heidelberg Ice Knights
- Kamen Barbarians
- Ice Lions Langenhagen
- Wiehl Penguins

## Modus
Die sechs teilnehmenden Mannschaften trugen die Spielzeit im Ligasystem aus. Dabei spielte jedes Team insgesamt zehnmal und somit zweimal gegen jede andere Mannschaft. Insgesamt umfasste die Saison 30 Spiele. Für einen Sieg gab es drei Punkte. Bei einem Unentschieden folgte ein Penaltyschießen. Der Sieger des Penaltyschießens erhielt zwei Punkte, der unterlegenen Mannschaft wurde ein Zähler gutgeschrieben.

## Abschlusstabelle
Abkürzungen: Sp = Spiele, S = Siege, SnP = Siege nach Penaltyschießen, NnP = Niederlage nach Penaltyschießen, N = Niederlagen, ET = Erzielte Tore, GT = Gegentore, TD = Tordifferenz, Pkt = Punkte
| Pos |                        | Sp | S | SnP | NnP | N  | ET | GT  | TD   | Pkt |
| --- | ---------------------- | -- | - | --- | --- | -- | -- | --- | ---- | --- |
| 1   | Ice Lions Langenhagen  | 10 | 9 | 0   | 0   | 1  | 77 | 17  | +60  | 27  |
| 2   | Kamen Barbarians       | 10 | 8 | 0   | 0   | 2  | 51 | 22  | +29  | 24  |
| 3   | Wiehl Penguins         | 10 | 7 | 0   | 0   | 3  | 78 | 15  | +63  | 21  |
| 4   | Cardinals Dresden      | 10 | 4 | 0   | 0   | 6  | 33 | 34  | −1   | 12  |
| 5   | Bremer Pirates         | 10 | 2 | 0   | 0   | 8  | 12 | 59  | −47  | 6   |
| 6   | Heidelberg Ice Knights | 10 | 0 | 0   | 0   | 10 | 5  | 109 | −104 | 0   |